# Новоеловка (Троицкий район)
Новоеловка — село в Троицком районе Алтайского края в составе Хайрюзовского сельсовета.

## История
Основано в 1775 г. В 1928 году состояло из 323 хозяйств, основное население — русские. В административном отношении являлось центром Новоеловского сельсовета Больше-Реченского района Бийского округа Сибирского края.

## Население
| 1926 | 1997 | 1998 | 1999 | 2000 | 2001 | 2002 | 2003 | 2004 |
| ---- | ---- | ---- | ---- | ---- | ---- | ---- | ---- | ---- |
| 1737 | ↘755 | ↘753 | ↘737 | ↘727 | ↘713 | ↗729 | ↘661 | ↘636 |
| 2005 | 2006 | 2007 | 2008 | 2009 | 2010 | 2011 | 2012 | 2013 |
| ↘634 | ↘568 | ↘549 | ↘517 | ↗599 | ↘484 | ↗485 | ↘456 | ↘448 |

Национальный состав
Согласно результатам переписи 2002 года, в национальной структуре населения русские составляли 94 %.